# Ammerland (Schiff)
Die Ammerland war ein ehemaliger Frachtdampfer namens August Schultze, der von der deutschen Kriegsmarine zu einem U-Boot-Tender umgebaut und im Zweiten Weltkrieg eingesetzt wurde.

## Bau und Technische Daten
Das Schiff lief am 22. Juni 1921 bei der Norddeutschen Werft (Rickmers Werft) in Wesermünde mit der Baunummer 197 für die Oldenburg-Portugiesische Dampfschiffs-Rhederei in Hamburg vom Stapel und wurde am 21. August 1921 in Dienst gestellt. Das 2.452 BRT große Schiff war 84,86 m lang und 12,35 m breit, hatte 7,93 m Tiefgang und wurde von einer 3-Zylinder-Dampfmaschine angetrieben. Die Höchstgeschwindigkeit betrug 11 Knoten.

## Schicksal
Am 23. März 1937 charterte die Kriegsmarine das Schiff für den Einsatz als Versorgungs- und Depotschiff für die an der spanischen Mittelmeerküste operierenden deutschen Kriegsschiffe, die dort während des Spanischen Bürgerkriegs an der internationalen Seeblockade zur Durchsetzung eines Waffenembargos gegen Spanien beteiligt waren, bzw. zum getarnten Transport von Waffen und Munition für die Putschisten.
Am 17. September 1938 kaufte die Kriegsmarine das Schiff, übernahm es am 9. November und stellte es am 17. Dezember in Dienst. Kommandant war Korvettenkapitän Friedrich Metzger. Bei den Stettiner Oderwerken und bei F. Schichau in Königsberg wurde es danach zum U-Boot-Begleitschiff umgebaut. Dabei wurde das Schiff mit zwei 8,8-cm-Schnellfeuerkanonen, einer 10,5-cm-Flak auf Utof- Lafette, einer 7,5-cm-Schnellfeuerkanone und vier Maschinengewehren bewaffnet. Am 28. Februar 1939 wurde es in Ammerland umbenannt.
Am 13. Oktober 1939 wurde das Schiff unter dem Tarnnamen Sandhörn für einen Sondereinsatz als U-Bootversorger z. b. V. und Wetterschiff im Seegebiet Island/Grönland vorbereitet; zur Tarnung wurde es dafür am 28. November an die Hansegesellschaft Aschpurwis & Veltjens in Hamburg übertragen und im Handelsschiffsregister eingetragen, und die Besatzung wurde als Zivilisten eingekleidet. Am 29. Februar 1940 folgte die Rückübertragung an die Kriegsmarine-Dienststelle (KMD) Hamburg. Im April 1940 erfolgte die erneute Umbenennung in Ammerland und die Zuordnung des Schiffs zur 1. U-Boots-Flottille. Neuer Kommandant wurde im Mai 1941 Oberleutnant zur See d.R. Gottfried Pohl. Im August 1941 wechselte das Schiff als Begleitschiff und Zielschiff zur 5. U-Boots-Flottille und am 1. Oktober 1941 zur 27. U-Flottille (Übungsgruppe italienischer U-Boote). Ab Oktober 1941 wurde eine VES-Anlage eingebaut und die Bewaffnung geändert; das Schiff hatte nunmehr zwei 10,5-cm-Utof-Flak; eine 3,7-cm-Flak und drei 2-cm-Flak. Ab April 1942 war das Schiff der 26. U-Boots-Flottille, ab Juni 1944 der 24. U-Boots-Flottille unterstellt.

## Ende
Das Schiff wurde am 28. Juli 1943 vor Pillau durch eine Mine beschädigt, aber wieder instand gesetzt. Im August 1944 kam die Ammerland als Tender und Sperrbrecher zur 14. Sicherungsflottille (9. Sicherungs-Division) in der östlichen Ostsee. Dort kollidierte sie am 10. Februar 1945 während eines Angriffs des sowjetischen U-Boots SC 318 südwestlich von Libau mit einem Vorpostenboot und sank in 40 m Wassertiefe auf Position 56° 26′ 0″ N, 20° 30′ 0″ O.
Das Wrack liegt noch immer vor Liepāja, in etwa 30 m Tiefe auf seiner Backbordseite, und kann betaucht werden.